# The Swindler
The Swindler è un cortometraggio muto del 1915 diretto da Kenean Buel e interpretato da Alice Joyce e Guy Coombs.

## Trama
Trama e critica su Stanford University

## Produzione
Il film fu prodotto dalla Kalem Company.

## Distribuzione
Il film - un cortometraggio in due bobine - venne distribuito nelle sale il 1º febbraio 1915 dalla General Film Company. Copie del film sono conservate negli archivi della Library of Congress (in 16 mm e in 35 mm).